# Susan Denberg
Susan Denberg (* 2. August 1944 in Bad Polzin; eigentlich Dietlinde Ortrun Zechner) ist eine ehemalige österreichische Schauspielerin und Model.

## Leben
Susan Denbergs wurde als ältestes von drei Geschwistern in Bad Polzin geboren. Ihre Geburtsstadt wurde schon bald nach ihrer Geburt zu einem Teil Polens, woraufhin Denbergs Eltern mit ihr nach Klagenfurt zogen, wo sie aufwuchs.
Mit 18 Jahren reiste Denberg nach England, wo sie als Au Pair arbeitete. Dort lernte sie im Sommer 1963 eine Tänzerin der Tanzgruppe „Bluebell Girls“ kennen, die sie mit deren Manager bekannt machte. Der sandte sie nach Paris zu einem Casting mit der Gründerin der „Bluebell Girls“ Margaret Kelly, die sie prompt engagierte. In den Jahren 1964 und 1965 traten sie gemeinsam im Stardust in Las Vegas auf. Dort lernte sie den Sänger Tony Scotti kennen, den sie im Oktober 1965 heiratete. Die Ehe ging jedoch schon nach sechs Monaten in die Brüche und wurde 1968 geschieden.
Noch in 1965 verließ sie die „Bluebell Girls“ und strebte eine Filmkarriere an. Neben Stuart Whitman spielte sie eine kleine Rolle in ihrem Debüt Mord aus zweiter Hand, der 1966 veröffentlicht wurde. Obwohl sie sich zum Zeitpunkt der Dreharbeiten bereits Susan Denberg nannte, startete Warner Brothers eine Publicity-Aktion, mit der in den ganzen USA nach Vorschlägen für einen Künstlernamen gesucht wurde. Es blieb jedoch bei „Susan Denberg“. Im selben Jahr spielte sie kleinere Rollen in amerikanischen Fernsehserien, die bekannteste darunter als Magda in der Raumschiff Enterprise-Episode Die Frauen des Mr. Mudd (Folge 1x03).
Über Warner Brothers wurde die Produktionsgesellschaft Hammer auf Denberg aufmerksam, sie verließ die USA und kehrte nach England zurück, um für £12.000 eine der Titelrollen in Frankenstein schuf ein Weib zu übernehmen. Hier hatte sie zugleich ihren letzten Auftritt als Schauspielerin. Angeblich hatte Denberg bereits den Vertrag für die Hauptrolle in Jung, blond und tödlich (engl. The Vengeance of She) unterschrieben, doch Drogenprobleme verhinderten eine weitere Filmkarriere.
Der Playboy veröffentlichte Fotos von Susan Denberg als Miss August 1966, im April 1967 kam sie unter die Finalistinnen bei der Wahl zum Playmate des Jahres 1966. 
Susan Denberg hat zwei Kinder und lebt in Österreich.

## Filmografie
- 1966: 12 O'Clock High (Fernsehserie, Folge 2x21 Back to the Drawing Board)
- 1966: Mord aus zweiter Hand (An American Dream)
- 1966: Raumschiff Enterprise (Star Trek, Fernsehserie, Folge 1x03 Die Frauen des Mr. Mudd)
- 1967: Frankenstein schuf ein Weib (Frankenstein Created Woman)